# Adolph Detlef von Usedom

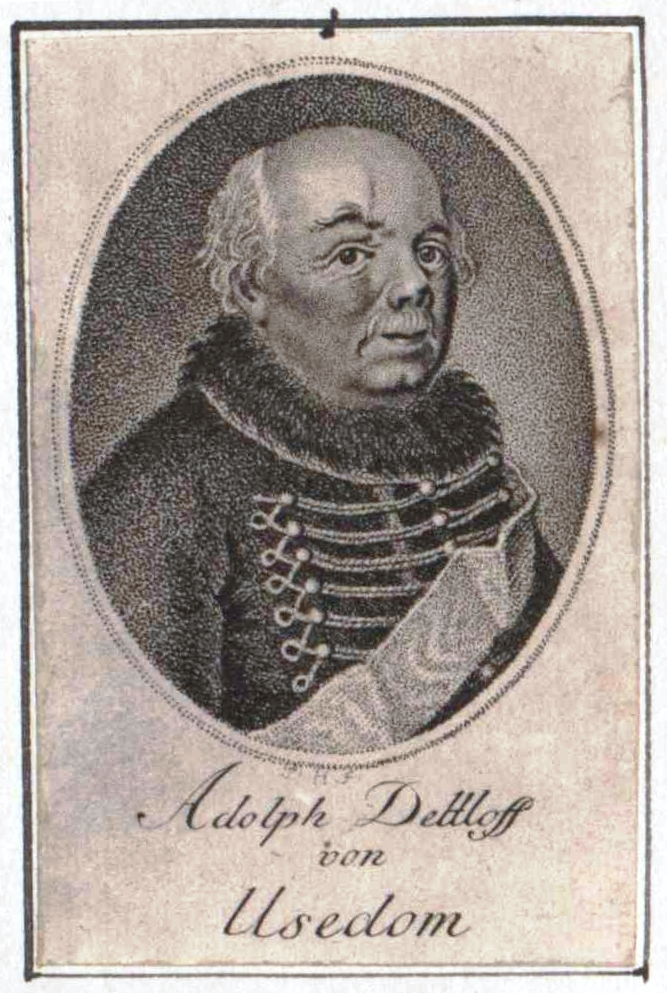
Adolph Dettloff von Usedom

Adolph Detlef von Usedom, auch Adolph Dettloff von Usedom, (* 17. Mai 1726 auf Gut Venzwitz (heute: Venzvitz, Ortsteil von Poseritz); † 10. April 1792 in Schneidemühl) war ein königlich preußischer Generalleutnant und Chef des Husarenregiments Nr. 7.

## Herkunft
Adolph Detlef von Usedom entstammte dem alten pommerschen Adelsgeschlecht derer von Usedom. Seine Eltern waren Jakob Friedrich von Usedom, königlich schwedischer Oberstleutnant im Leibregiment der Königin und Margarethe ebenfalls geborene von Usedom.

## Militärische Laufbahn
Von Usedom kam mit 15 Jahren zur Armee in das Regiment seines Vaters und wurde dort Fahnenjunker. Im Jahr 1743 wechselte er in österreichische Dienste und nahm an den Kämpfen am Rhein teil.
1745 wechselte er in preußische Dienste und wurde Kornett im Husarenregiment Nr. 5. Mit diesem Regiment nahm an dem Gefecht bei Hennersdorf teil. 1750 wurde er zum Sekondeleutnant und 1756 zum Premierleutnant befördert. Im Siebenjährigen Krieg war er zunächst in Ostpreußen stationiert und konnte sich im Gefecht bei Kattenau (Kumehlen) am 1. August 1757 auszeichnen und nahm an der Schlacht bei Groß-Jägersdorf teil. Er kam dann zur Armee des Herzogs Ferdinand von Braunschweig und nahm 1759 als Leutnant 60 Soldaten des Regiments Volontaires d'Alsace gefangen.
Von Usedom erwarb sich den Ruf eines ausgezeichneten Husarenführers. Er wurde 1759 zum Rittmeister und Eskadronchef befördert. Am 20. November 1763 erhielt er die Beförderung zum Major. Zum Oberstleutnant wurde er 1767 befördert, obwohl noch 33 weitere Majore in der Rangfolge vor ihm standen. 1769 schickte ihn der Preußische König nach Russland, um am Krieg gegen die Türken teilzunehmen. Er kämpfte am Dnister und in der Moldau Region. Zu seinem Abschied schenkte ihm General Fürst Galizin ein türkisches Zelt und vier Kamele.
Nach seiner Rückkehr wurde von Usedom Kommandant des Husarenregiments Nr. 5 und am 27. Juli 1775 Chef des Husarenregiments Nr. 7. Mit diesem kämpfte er im Bayerischen Erbfolgekrieg. Beim Übergang über die Elbe bei Leitmeritz zeichnete er sich aus und wurde am 22. September 1778 entgegen den üblichen Gepflogenheiten zum Generalmajor ernannt.
1784 wurde von Usedom von König Friedrich II. mit 2000 Talern beschenkt. Am 24. Mai 1787 beförderte ihn der König zum Generalleutnant und er erhielt weitere 2000 Taler zum Kauf eines Hauses in seiner Garnison in Schneidemühl. 1788 erhielt er ein eigenes Korps in Westpreußen, mit dem er im Juli 1790 nach Schlesien marschierte, als es zu Spannungen mit Österreich kam. Bereits 1789 hatte er den Schwarzen Adlerorden erhalten.

## Familie
Usedom war nicht standesgemäß mit Anna Marie Sophie Holencamp verheiratet. Sie hatten zwei Söhne, u. a. der spätere Oberstleutnant Friedrich von Usedom (1766–1843), der die preußische Adelslegitimation Berlin 1. August 1785 erhielt und in der genealogischen Fachliteratur bei den briefadeligen Häusern geführt wurde. Usedom hatte ebenfalls eine uneheliche Tochter Henriette, verheiratet war mit dem Kreisjustizrat Christoph von Zacha († März 1813).
Der preußische Generalmajor Friedrich von Usedom war sein Neffe.